# Memorandos Comey
Los memorandos Comey son memorandos escritos en 2017 por el abogado estadounidense James Comey cuando era director del FBI. Se informa que documentan reuniones y conversaciones telefónicas entre Comey y el entonces presidente de los Estados Unidos, Donald Trump. La existencia de los memorandos se informó por primera vez el 16 de mayo de 2017, aproximadamente una semana después de que Trump despidiera a Comey como director del FBI y después del tweet del 12 de mayo de Trump que implicaba que podría haber conversaciones con Comey en cinta.
Se informó que un memorando, de fecha del 14 de febrero de 2017, documenta un supuesto intento de Trump de persuadir a Comey de interrumpir la investigación del FBI al teniente general Michael T. Flynn, quien renunció a su cargo de Consejero de Seguridad Nacional el día anterior, después de no revelar a altos funcionarios de Estados Unidos «la naturaleza de sus conversaciones» con el embajador ruso en los Estados Unidos Serguéi Kisliak. La Casa Blanca respondió a las alegaciones diciendo que «el presidente nunca le pidió al Sr. Comey ni a ninguna otra persona que pusiera fin a ninguna investigación, incluyendo cualquier investigación que involucrara al general Flynn». De acuerdo con un asociado de Comey, Trump también declaró que Comey debería considerar la posibilidad de poner a periodistas que publican información clasificada en prisión.
El 16 de mayo, un profesor de derecho de la Universidad de Columbia filtró una descripción del memorando del 14 de febrero (mas no el memorando mismo) al The New York Times y el Times publicó el informe más tarde ese día. Después del informe de The New York Times, los líderes de la Comisión de Supervisión y la Comisión de Inteligencia de la Cámara y la Comisión de Inteligencia y la Comisión Judicial del Senado solicitaron la producción de los memorandos Comey, con fecha límite para la producción del 24 de mayo. El 17 de mayo, el fiscal general adjunto, como fiscal general en funciones, nombró al exdirector del FBI Robert Mueller como fiscal especial de la investigación en curso del FBI sobre las acusaciones de interferencia rusa en las elecciones presidenciales de Estados Unidos de 2016. El 25 de mayo, el FBI dijo que todavía estaba revisando las solicitudes de las comisiones, en vista del nombramiento del fiscal especial.

## Contenido y creación

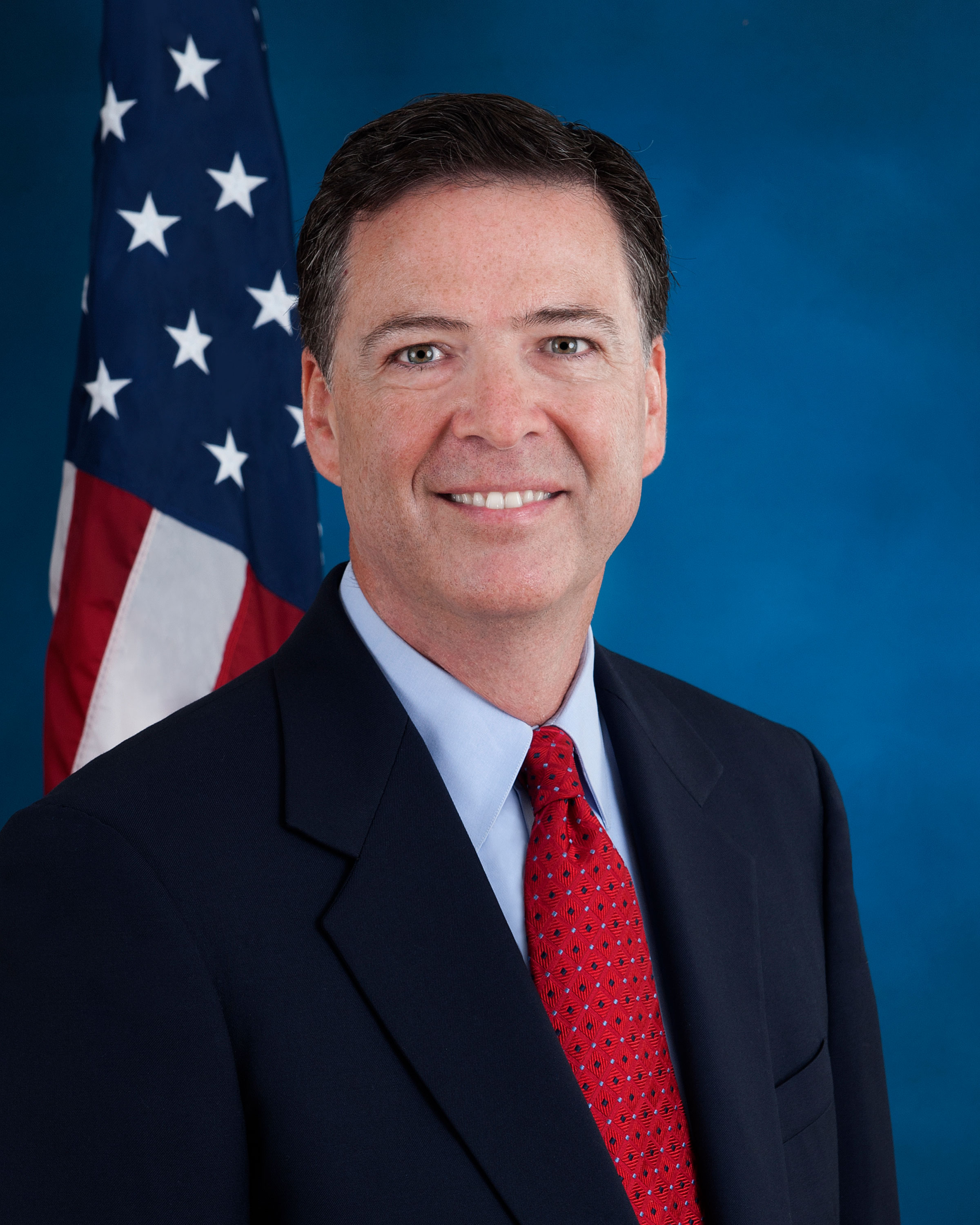
Retrato oficial de Comey como séptimo director del FBI.

Según Benjamin Wittes, el director Comey registraría un memorándum detallado inmediatamente después de cada reunión y llamada telefónica que tuvo con el presidente Donald Trump. Al parecer, algunos memorandos fueron clasificados, mientras que otros no lo fueron.
Un memo, que no está clasificado, se refirió a una reunión en el Despacho Oval del 14 de febrero de 2017 entre Comey y Trump, que comenzó como un informe más amplio de seguridad nacional. La reunión fue el día después del despido de Michael T. Flynn por Trump. Cerca de la conclusión de la sesión informativa, de acuerdo con la nota, el presidente pidió a los asistentes, aparte del director Comey, que abandonaran la sala, incluyendo al vicepresidente Mike Pence y al Fiscal general Jeff Sessions. Luego dijo a Comey: «Espero que puedas ver tu camino libre para dejar pasar esto, dejar que Flynn se vaya, es un buen tipo, espero que puedas dejar esto ir». Comey no se comprometió con Trump sobre el sujeto.
The New York Times informó que Comey creó los memorándums como parte de un «rastro de papel» para documentar «lo que él percibió como los esfuerzos indebidos del presidente para influir en una investigación continua». El propio Comey dijo, en su testimonio del 8 de junio ante la Comisión de Inteligencia del Senado, que documentó sus conversaciones con Trump porque «estaba honestamente preocupado de que él (Trump) pudiera mentir» sobre ellos. «Sabía que podría llegar un día en que podría necesitar un registro de lo que pasó», dijo. En ese momento, Comey compartió el memorando del 14 de febrero con «un círculo muy pequeño de personas en el FBI y el Departamento de Justicia». Comey y otros altos funcionarios del FBI percibieron las declaraciones de Trump «como un esfuerzo para influenciar la investigación, pero decidieron que tratarían de mantener la conversación en secreto, incluso de los agentes del FBI que trabajaban en la investigación de Rusia, de modo que los detalles de la conversación no afectaran la investigación».
The Washington Post informó que dos compañeros de Comey que habían visto el memo de Comey lo describieron como dos páginas largas y altamente detalladas. El Times señaló que las notas contemporáneas creadas por agentes del FBI frecuentemente consideradas en la corte «como evidencia creíble de conversaciones».
De acuerdo con un informe del The Washington Post, los memorandos también documentan las críticas de Trump al FBI por no perseguir fugas en la administración y su deseo de «ver a reporteros en la cárcel». El informe indignó a periodistas y grupos de libertad de expresión, que compararon la declaración con tácticas de intimidación usadas por regímenes autoritarios. El Comité para la Protección de los Periodistas y el editor ejecutivo del The Washington Post Martin Baron estuvieron entre los que criticaron la declaración.

## Informe inicial y respuesta de la Casa Blanca
La existencia de los memorandos se informó por primera vez en un informe del The New York Times del 16 de mayo de 2017, publicado varios días después de que Trump despidiera a Comey como director del FBI. El informe citó a dos personas que leyeron los memorandos. The Wall Street Journal y The Washington Post informaron independientemente sobre la existencia de los memorandos.
Después de noticias de la existencia de los memorandos, la Casa Blanca declaró que «el presidente nunca le pidió al Sr. Comey ni a otra persona que pusiera fin a ninguna investigación, incluyendo cualquier investigación que involucrara al general Flynn» y declaró: «Esta no es una representación verídica o exacta de la conversación entre el presidente y el señor Comey».

## Reacción del Congreso de los Estados Unidos

### Cámara de Representantes de los Estados Unidos

#### Comisión de Supervisión de la Cámara
El 16 de mayo, en el mismo día que se informó la existencia de los memorandos Comey, el representante republicano Jason Chaffetz, presidente de la Comisión de Supervisión de la Cámara, escribió una carta al director en funciones del FBI McCabe, solicitando que «todos los memorandos, notas, sumarios y grabaciones referentes o relativas a cualquier comunicación entre Comey y el presidente» se presentarán a la comisión antes del 24 de mayo. Chaffetz escribió en la carta que los informes «plantean dudas sobre si el presidente intentó influir o impedir» la investigación Flynn. Chaffetz dijo que tenía la intención de obtener los memorandos mediante citación si fuera necesario. El presidente de la Cámara Paul Ryan apoyó la petición de Chaffetz.
El 25 de mayo, el FBI dijo que todavía estaba revisando la solicitud de la Comisión en vista del nombramiento del fiscal especial. En una nueva solicitud el 25 de mayo, Chaffetz pidió al FBI que entregara documentos sobre las interacciones de Comey con la Casa Blanca y el Departamento de Justicia desde la designación de Comey como director del FBI, que también cubre las interacciones entre Comey y el presidente Obama.

#### Comisión de Inteligencia de la Cámara
El representante demócrata estadounidense, Adam Schiff, miembro de la Comisión de Inteligencia de la Cámara de Representantes, declaró: «Si es cierto, esto es otra preocupante alegación de que el presidente puede haber intervenido en alguna interferencia o obstrucción de la investigación».

### Senado de los Estados Unidos

#### Comité de Inteligencia del Senado
El 17 de mayo de 2017, el Comité de Inteligencia del Senado, dirigido por el presidente republicano Richard Burr y el vicepresidente demócrata Mark Warner, envió dos cartas pidiendo información relacionada con la investigación en curso del comité sobre las acusaciones de interferencia rusa en las elecciones presidenciales de Estados Unidos de 2016. La primera carta, enviada a Comey, le pidió que compareciera ante el comité en sesiones abiertas y cerradas. El segundo, enviado al director del FBI Andrew McCabe, pidió «cualquier nota o memorándum preparado por el exdirector sobre cualquier comunicación que pudiera haber tenido con altos funcionarios de la Casa Blanca y del Departamento de Justicia relacionados con investigaciones sobre los esfuerzos de Rusia».

#### Comisión Judicial del Senado
El 17 de mayo de 2017, la Comisión Judicial del Senado, en una carta firmada por los senadores republicanos Chuck Grassley y Lindsey Graham, y los senadores demócratas Dianne Feinstein y Sheldon Whitehouse, también solicitaron registros del FBI, buscando «todos los memorandos relacionados con las interacciones del exdirector del FBI Comey con sus superiores en las administraciones Trump y Obama» para ser entregados el 24 de mayo.

## Fiscal especial
El 17 de mayo de 2017, un día después de que la existencia de los memorandos fue reportado por The New York Times, el fiscal general adjunto Rosenstein, como fiscal general en funciones, nombró al exdirector del FBI Robert Mueller como fiscal especial, encargado de supervisar la investigación de contrainteligencia del FBI sobre las acusaciones de interferencia rusa en las elecciones presidenciales de Estados Unidos de 2016. El 23 de mayo de 2017, los expertos en ética del Departamento de Justicia de los Estados Unidos anunciaron que habían declarado que Mueller era éticamente capaz de funcionar como abogado especial. En una entrevista con Associated Press, Rosenstein dijo que se recusaría a sí mismo de la supervisión de Mueller, si se convirtiera en un sujeto en la investigación debido a su papel en el despido de James Comey.

## Análisis legal
Los expertos legales están divididos en cuanto a si la supuesta petición de Trump de que Comey termine la investigación pueda considerarse obstrucción a la justicia. Jens David Ohlin de la Facultad de Derecho de la Universidad de Cornell y Jonathan Turley de la Universidad George Washington han argumentado que la solicitud no encaja perfectamente en ninguna de las prácticas comúnmente consideradas bajo el estatuto de obstrucción de la justicia. Michael Gerhardt de la Universidad de Carolina del Norte en Chapel Hill y Julie O'Sullivan del Centro de Derecho de la Universidad de Georgetown argumentaron que es difícil probar que Trump tenía la intención de obstruir la investigación. El profesor de derecho de Harvard Alan Dershowitz dijo que «es una muy, muy alta vara para superar la obstrucción de la justicia para un presidente». El profesor de derecho de Harvard Jack Goldsmith señaló que era inverosímil acusar a un presidente aún en funciones, señalando que «el remedio por una infracción penal sería el impeachment». Erwin Chereminsky de la Universidad de California, Facultad de Derecho de Irvine, ha argumentado que era obstrucción de la justicia.
Noah Feldman, de la Universidad de Harvard, señaló que la supuesta solicitud podría ser motivo de destitución. Stephen Vladeck, profesor de derecho de la Universidad de Texas, dijo que era razonable que la gente «empezara a hablar de obstrucción». El profesor de derecho de Harvard Alex Whiting dijo que las acciones de Trump estaban «muy cerca de la obstrucción de la justicia ... pero aún no es concluyente». Christopher Slobogin de la Facultad de Derecho de la Universidad de Vanderbilt dijo que un «caso viable» podría ser hecho, pero que era débil. John Dean, exasesor jurídico de la Casa Blanca de Richard Nixon, llamó a la nota sobre la conversación privada con el presidente Trump acerca de la investigación Flynn una «arma humeante» y señaló que «las buenas intenciones no borran la intención criminal».
Varios políticos republicanos y periodistas conservadores afirmaron que Comey podría estar sujeto a un peligro legal por su retención de los memorandos. Expertos legales han criticado estas afirmaciones, con el profesor emérito de la Escuela de Derecho Harvard, Alan Dershowitz, diciendo que es un «absurdo total» y el profesor de la Facultad de Derecho de la Universidad de Texas Robert M. Chesney diciendo que están «completamente desinformados».
El abogado de Trump criticó a Comey por filtrar el contenido de sus memorandos a la prensa, con el abogado de Trump diciendo que fueron «sin autorización». El profesor de derecho de la Universidad de Texas, Stephen Vladeck, dijo que «no existen consecuencias legales» para Comey, a menos que «los memorandos involucren información relacionada con la defensa nacional» o «priven al gobierno de una 'cosa de valor'».
El exfiscal de los Estados Unidos Preet Bharara dijo en una entrevista del 11 de junio de 2017 con ABC News que «existe absolutamente evidencia para comenzar un caso» con respecto a una obstrucción de justicia por parte de Trump. Bharara continuó anotando, «Nadie sabe ahora si hay un caso demostrable de obstrucción. [Pero] no hay ninguna base para decir que no hay obstrucción».